# Alim Öztürk
Alim Öztürk (Alkmaar, 17 november 1992) is een Nederlands-Turks voetballer die als centrale verdediger speelt voor Iğdır FK.

## Loopbaan

### Jeugd
In de jeugd speelde hij voor AFC '34, SC Telstar, Hellas Sport en FC Groningen.

### Senioren
Bij SC Cambuur maakte Alim Öztürk op 19-jarige leeftijd zijn debuut in het betaald voetbal op 22 januari 2012. In 2013 maakte Öztürk de overstap naar Trabzonspor, waar hij nooit minuten wist te maken. Tijdens zijn contract werd hij uitgehuurd aan 1461 Trabzon. In de zomer van 2014 werd hij overgenomen door Heart of Midlothian. Van januari 2017 tot juli 2018 speelde Öztürk voor Boluspor in Turkije. Na een periode in Engeland bij Sunderland, tekende hij voor Ümraniyespor. In 2022 maakte hij een transfer naar Samsunspor, uitkomend in de Süper Lig. In de zomer van 2024 tekende hij een tweejarig contract bij Iğdır FK.

## Interlandcarrière
In 2013 debuteerde Alim Öztürk voor Turkije onder 21 en speelde hij 4 interlands. Hij wist het nooit te maken tot het seniorenelftal van Turkije. 